# Mamakanská vodní elektrárna
Mamakanská vodní elektrárna (rusky Мамаканская ГЭС) je vodní dílo na řece Mamakan v povodí Leny v Rusku. Elektrárna byla postavena v oblasti těžby zlata pro podporu místního těžebního průmyslu.

## Hydrologické podmínky
Řeka Mamakan je levostranný přítok řeky Vitim, která patří mezi nejvýznamnější přítoky Leny. Na rozdíl od ostatních řek Sibiře se vyznačuje malým poměrem mezi zimním a průměrným průtokem. Poměr 1:8 umožňuje zásobovat potřebným minimem vody energetické vodní dílo v zimním období i při menším užitkovém objemu přehradní nádrže. Průměrný roční přítok v místě činí 5,8 km3.

## Popis
Železobetonová gravitační hráz o celkové délce 345 m a výšce 57 m obsahuje přelivovou část o délce 135,5 m s osmi 12 m širokými přelivnými poli o celkové propustnosti 4 140 m3/s.
V budově elektrárny o délce 61,7 m a šířce 11,2 m pracují na spádu 45 m čtyři Kaplanovy turbíny o hltnosti 55,3 m3/s a výkonu 21,5 MW. Celkový výkon elektrárny je 86 MW a dlouhodobá roční výroba 250 milionů kWh.
Vzedmutím hladiny vznikla Mamakanská přehradní nádrž o délce 30 km, ploše 10,8 km2 poskytující 0,1 km3 užitečného objemu.
Energii odvádí tři trasy 110 kV.

## Historie výstavby
Úspěšná podpovrchová těžba zlata v Zabajkalí, která se rozvíjela od poloviny 19. století, přivedla k pravostranným přítokům Leny i zájemce o vodní energii. Právě zde na řece Nygri v povodí Oljokmy byla koncem 19. století postavena první vodní elektrárna na Sibiří a jedna z nejstarších vodních elektráren v Rusku. Dálkový přenos energie o napětí 10 000 V a elektrifikovaná železnice mají v Rusku prvenství rovněž v Lenské důlní oblasti. Jeden z nejvelkorysejších hydroenergetických projektů z dob předrevolučního Ruska počítal s vybudováním 23 km dlouhého derivačního kanálu, přivádějícímu vodu ke spádu 38 m pro výkon přes 5 MW. Energie měla být odebrána doly v legendárním zlatokopeckém městě Bodajbo.
Tento projekt přerušila občanská válka a první plány elektrifikace Ruska s použitím vodní energie pro těžbu zlata nepočítaly. K myšlence vybudování vodní elektrárny v oblasti se vrátily až projekty v padesátých letech. Za místo byla vybrána soutěska divoké řeky Mamakan asi půl kilometru před jejím ústím do řeky Vitim.
Na staveniště se v poválečné euforii jako první dostavily úderné brigády z moskevského Komsomolu a celá stavba byla realizována jako významná stavba mládeže. První přípravné práce byly započaty v roce 1958 a již v roce 1961 byly spuštěny dva první agregáty. Do stálého provozu byla elektrárna zařazena v říjnu 1966.  

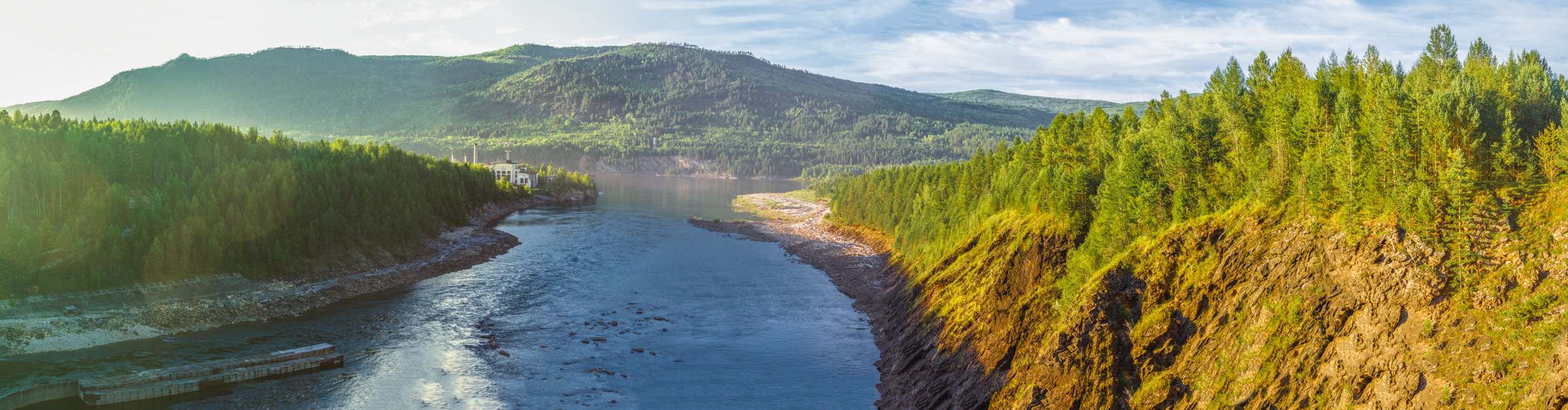
Pohled na soutok Mamakanu a Vitimu z hráze Mamakanské elektrárny. Na protilehlém břehu zlatonosná oblast Bodajbo.

Součástí projektu bylo i vybudování Telmamské vodní elektrárny na vyšším povodí řeky Mamakan, jejíž přehradní jezero mělo dostatečně regulovat odtok. Stavební práce na této elektrárně byly započaty v roce 1985 a v roce 1993 byly v důsledku rozpadu Sovětského svazu zastaveny pro nedostatek financí.

## Provoz
Efektivita výroby elektřiny je omezena nedostavením Telmamské přehradní nádrže a hlavním zdrojem potíží provozu je nedostatečný užitečný objem vodního díla. V zimním období měsíční výroba nepřesahuje 4 miliony kWh a za vyšších průtoků nedokáže místní síť vždy odebrat energii, kterou je elektrárna schopna vyrobit. Přes 70% ročního průtoku je přepouštěno přes přepady hráze. 

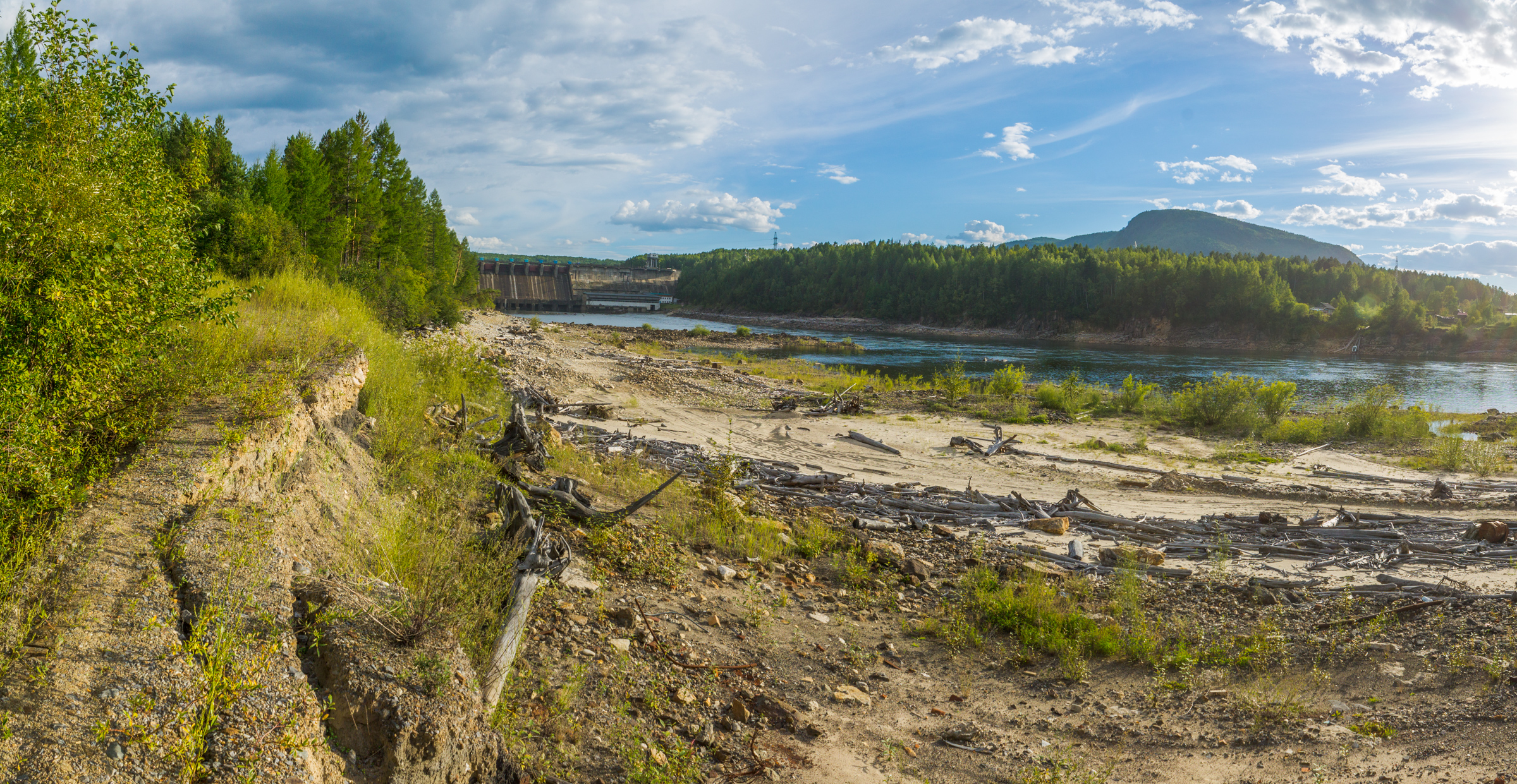
Pohled na dílo v krajině z pravého břehu.
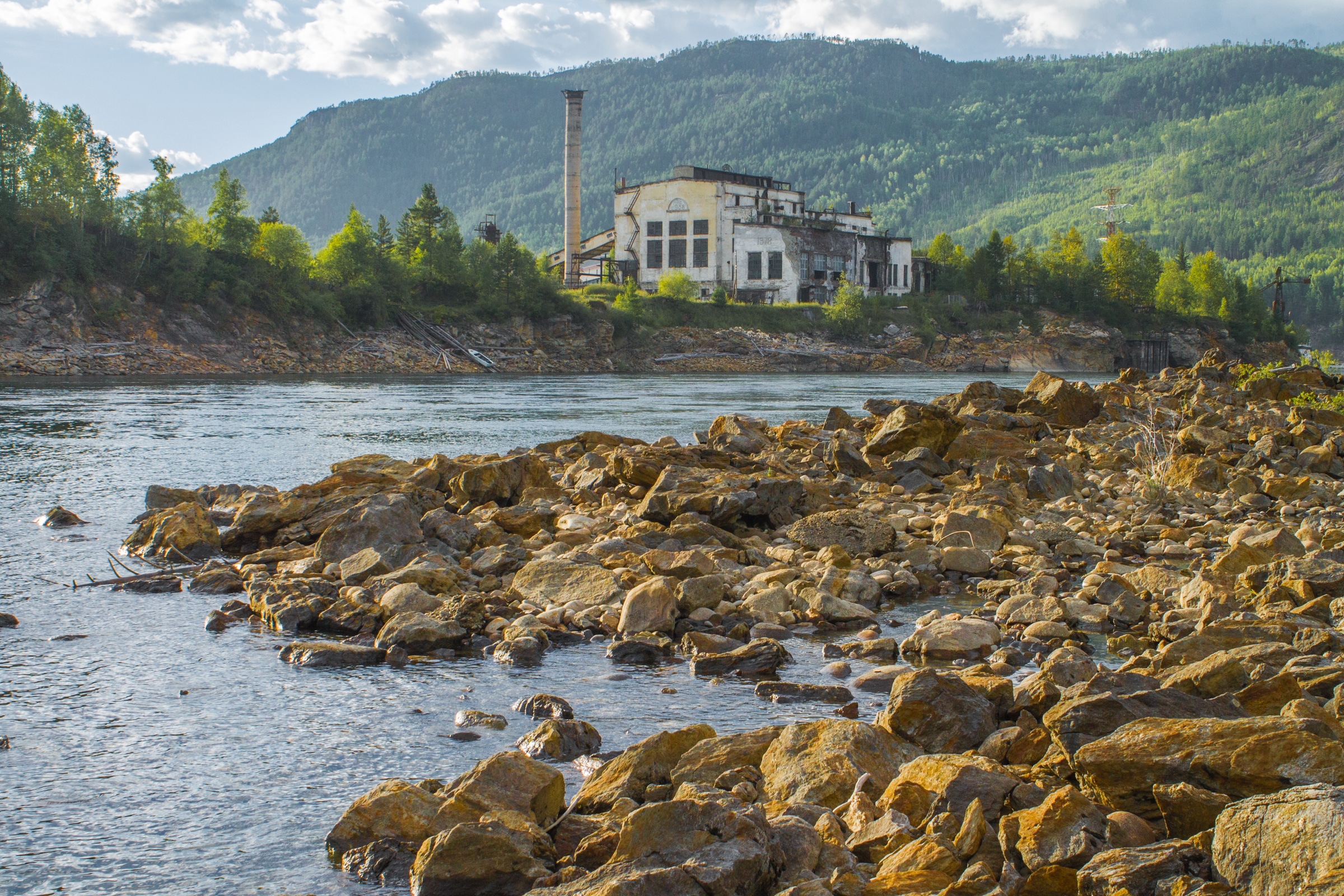
Opuštěné lučební provozy společnosti "Lenzoloto"
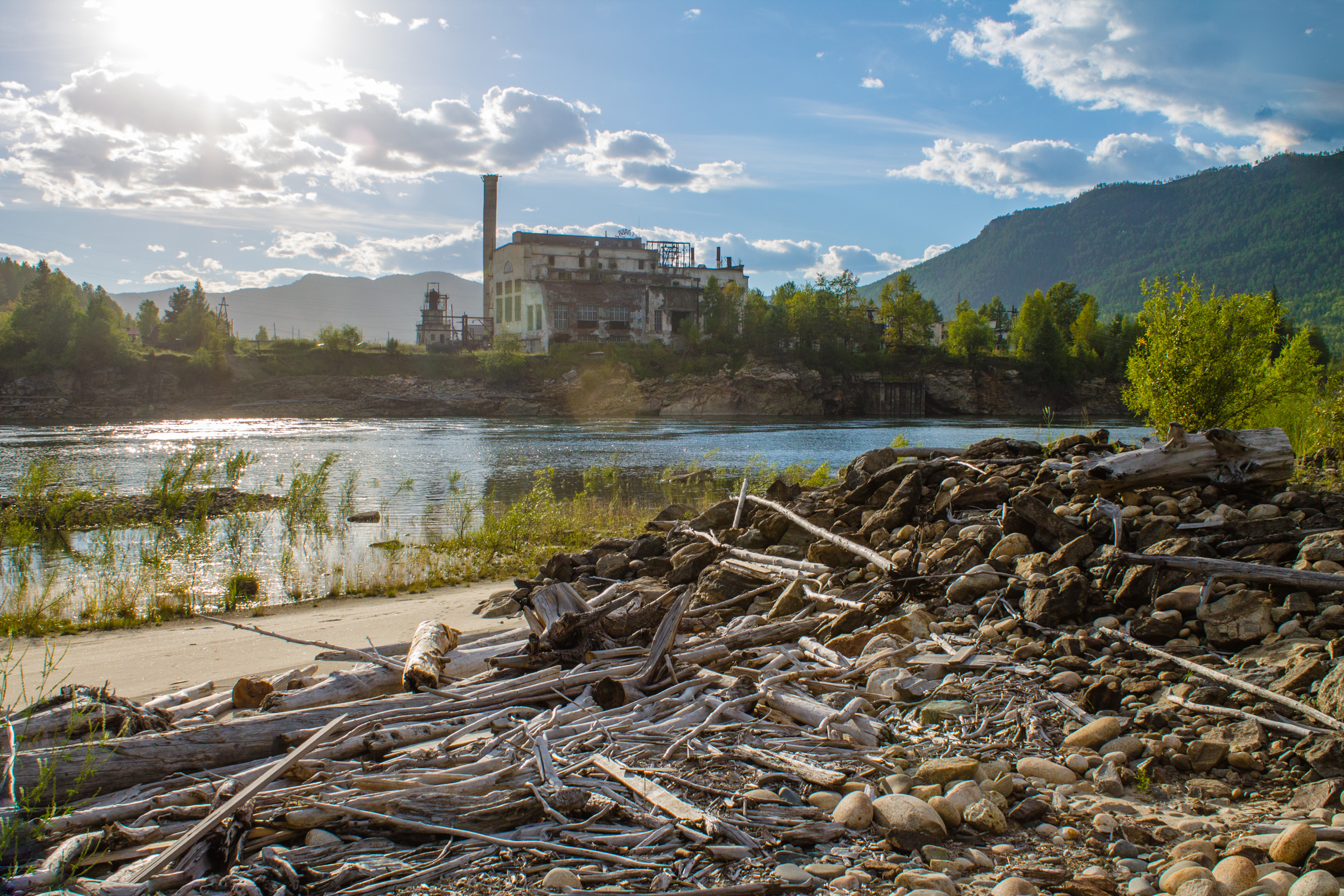
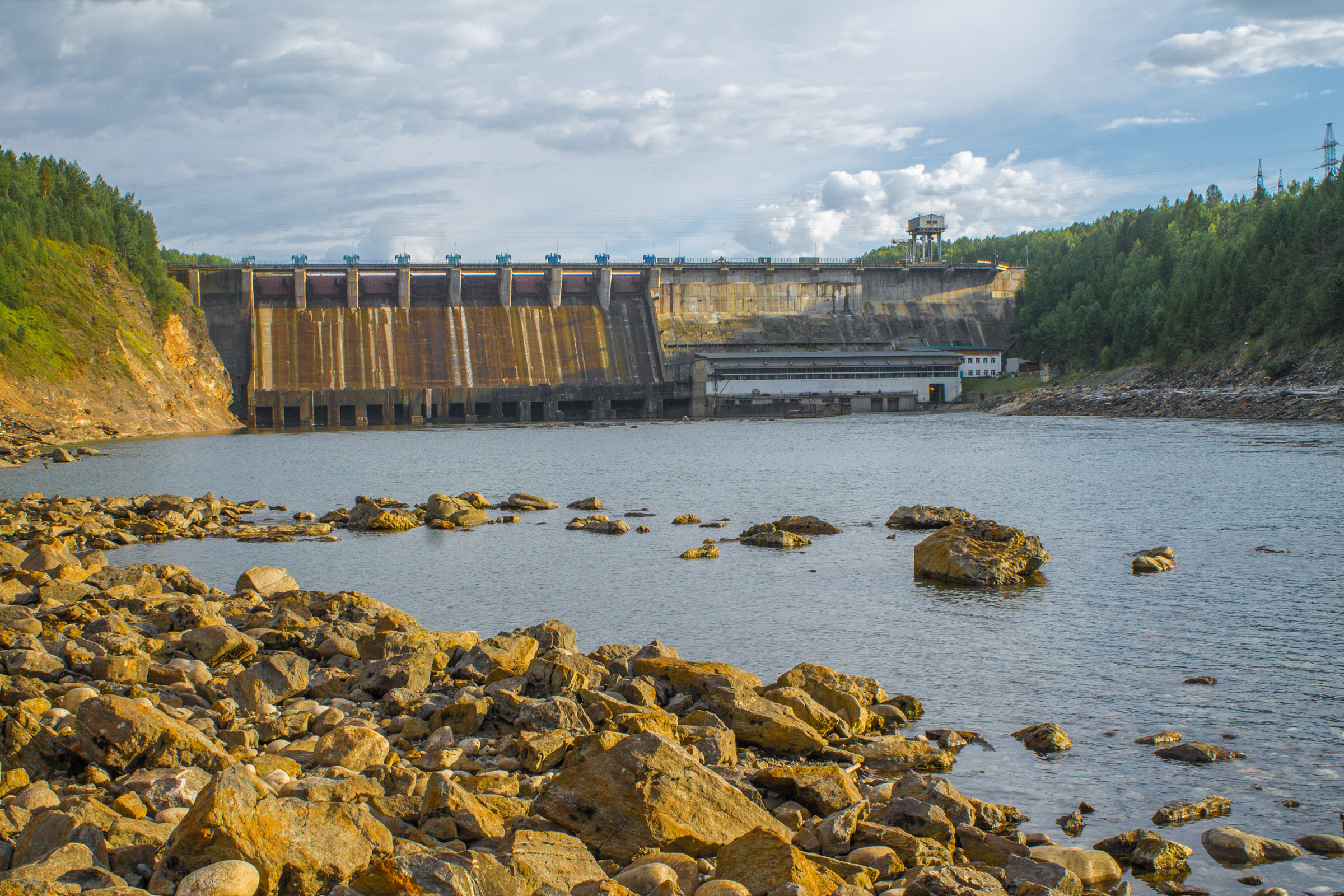
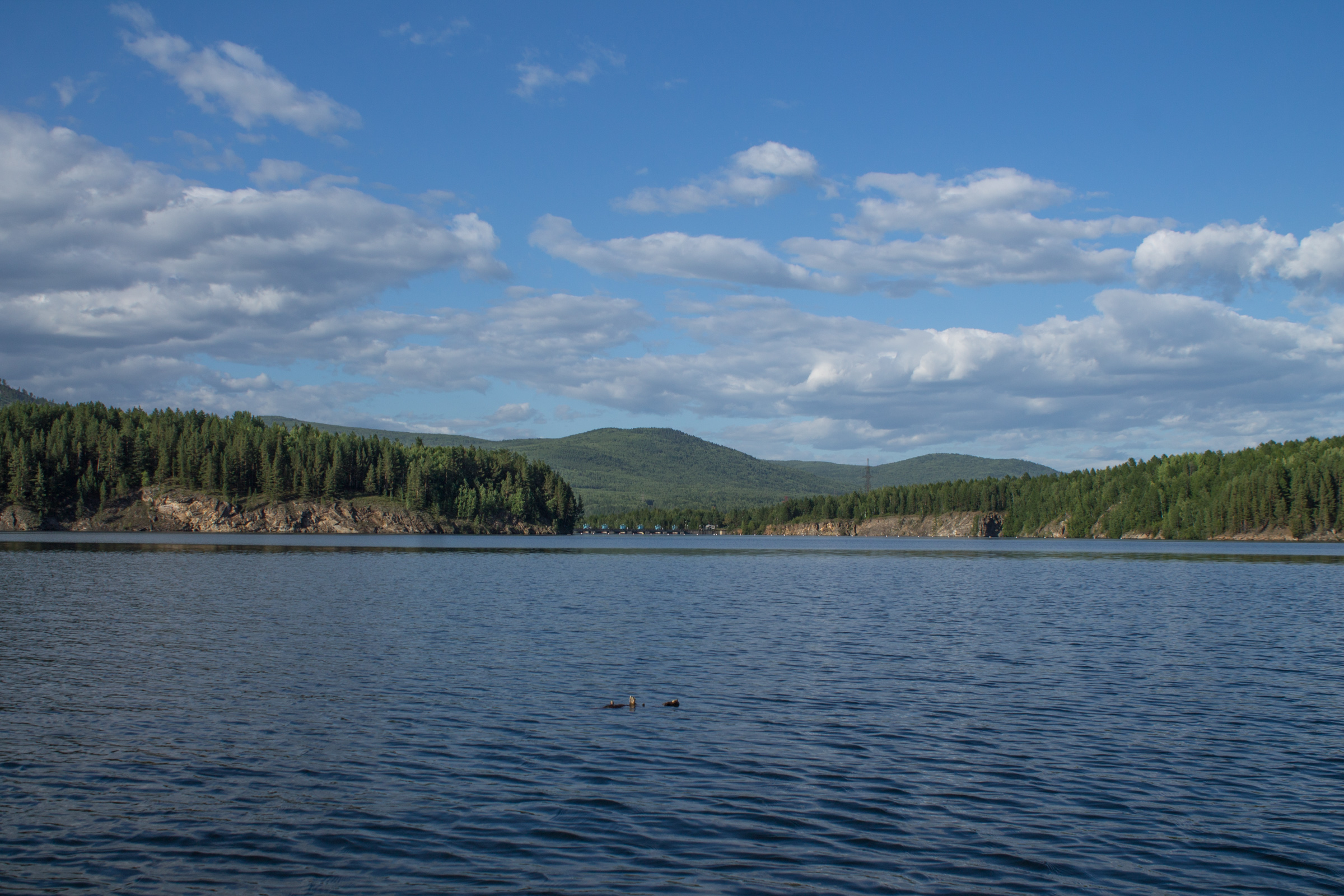
Panoráma Zabajkalí s jezerem a návodní hrází
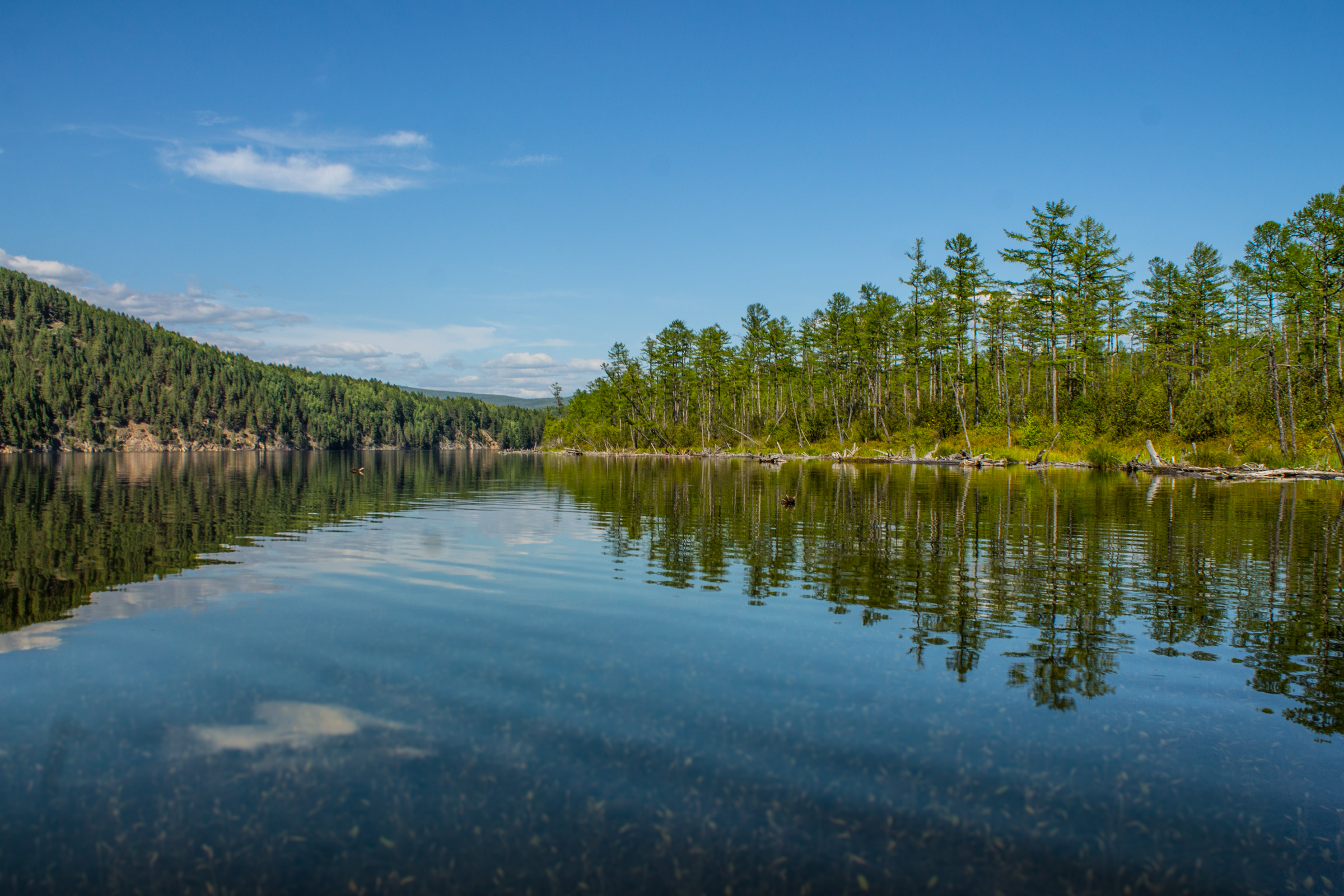
Zabajkalská tajga podél přehradního jezera
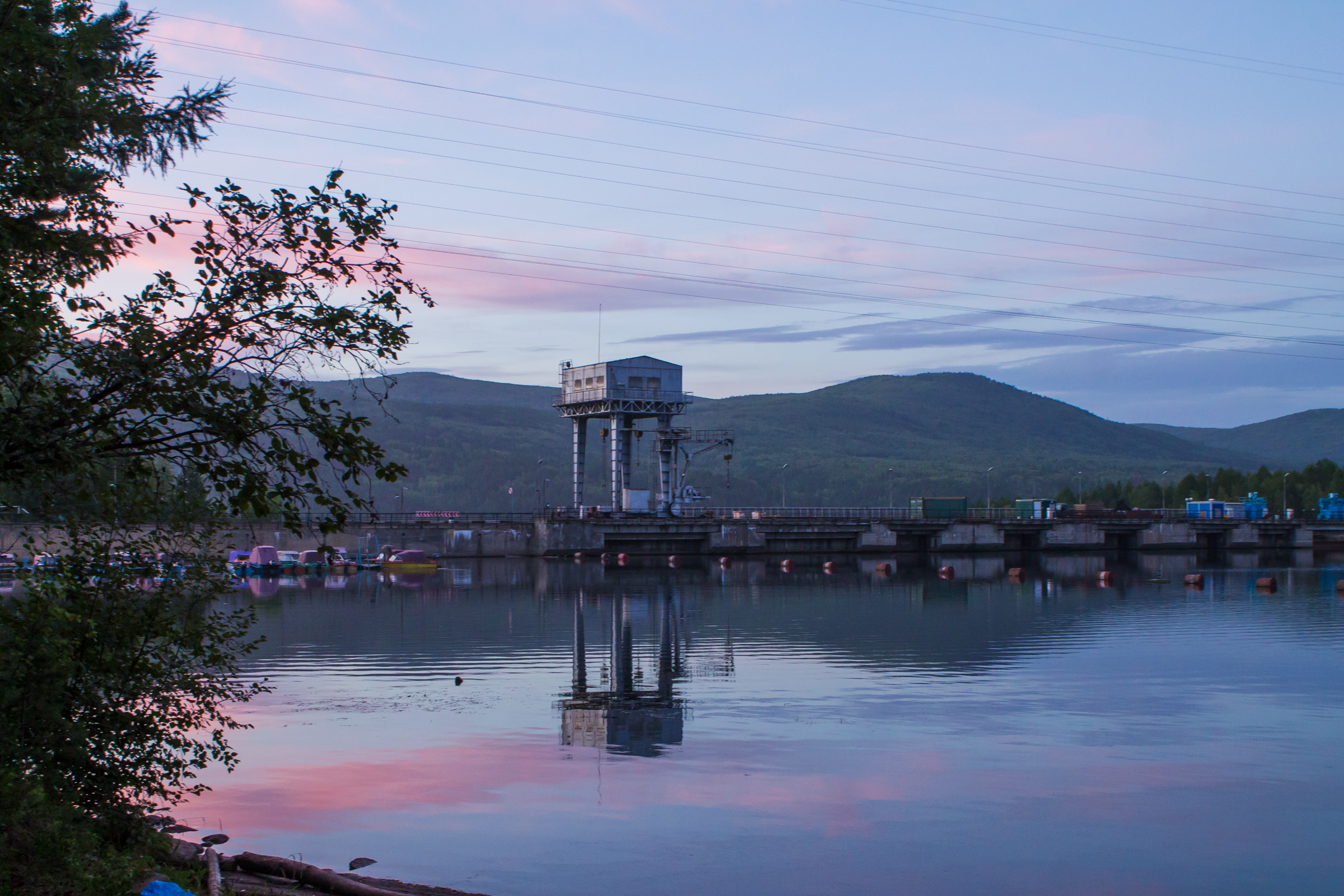
Návodní hráz